# Liste de racines grecques (lettre A)
Pour un article plus général, voir Racine grecque.
| Racine                                                              | Origine grecque | Sens | Exemples de mots comportant la racine |
| ------------------------------------------------------------------- | --- | --- | --- |
| -a-1 ; an-1                                                         | ἀν-, ἀ-(an-, -a-) {préfixe grec négatif très fréquent}                                                                                           | Absence, privation (préfixe négatif) | Abîme, Abiotique, Aboulie, Abyme, Abysse, Acatalectique, Acaule, Acéphale, Acheiropoïète, Achiral, Achromatopsie, Adiabatique, Adimante, Adynamie, Adynaton, Agamospermie, Agénésie, Agnostique, Agueusie, Amélie, Amnésie, Amorphe, Anicet, Aoriste, Apathie, Apatride, Apérianthe, Apétale, Aphasie, Aphone, Aphylle, Apodie, Apolitisme, Aporie, Aptère, Apyrène, Argon, Arythmie, Asemospiza, Astate, Astigmate, Asymétrique, Asymptote, Asynchrone, Asyndète, Atélochorie, Athéisme, Atrope, Atypique, Azoïque1, Azoïque2, Azoospermie, Azote, Philatélie ; Anacoluthe, Analgésique, Anallergique, Anantapodoton, Anaphrodisiaque, Anaphrodisie, Anarchie, Anastrophe, Anecdote, Anémie, Anéroïde, Anesthésie, Aneuploïdie, Anharmonique, Anhydre, Anhydride, Anisotropie, Anodin, Anomalie, Anonyme, Anophèle, Anoplura, Anorexie, Anorganique, Anorgasmie, Anosmie, Anoure, Anoxie, Anurie |
| a-2                                                                 | ἄ- (a-) {préfixe grec augmentatif présent par exemple dans les mots ἄϐρομος (ábromos) et ἀτενής (átenês)}                                        | Frémissant, grondant et fixe, attentif, fort, inflexible | Amaurose |
| abac-, abaqu-                                                       | ἄβαξ, -ακος (ábax, -akos) | Petit tableau, planchette à calcul, planche à dessin, table | Abacus, Abaque, |
| abaqu-                                                              | ἄβαξ, -ακος (ábax, -akos) | Petit tableau, planchette à calcul, planche à dessin, table | voir abac- |
| absi-                                                               | ἅπτω (háptô) → ἁψίς (hapsís) | Nouer, attacher, accrocher, toucher, atteindre → nœud, liaison, arc, voûte du ciel, courbure, jante, roue | voir -hapt(o)- |
| absinth-                                                            | ἀψίνθιον (apsínthion) | Absinthe | Absinthe |
| acaci-                                                              | ἀκακία (akakía) | Acacia | Acacia |
| académ-                                                             | Ἀκάδημος (Akádêmos) → Ἀκαδήμεια (Akadếmeia) | Acadèmos (héros athénien propriétaire du jardin portant son nom : Ἀκαδήμεια) → Académie | voir -dém- |
| acalèph-                                                            | ἀκαλήφη (akalếphê) | Ortie, aiguillon, ortie de mer | acalèphe |
| -acanth-                                                            | ἄκανθα (ákantha) | Épine | Acanthacées, Acanthaires, Acanthe, Acanthocarpe, Acanthoclade, Acanthophore, Acanthopode, Acanthure, Cœlacanthe, Pyracantha |
| -acée ; -ax                                                         | ἄκος (ákos) | Remède | Panacée ; Acanthopanax, Opopanax, Panax |
| achill-                                                             | ἀχιλλεύς (Ákhilleús) ; ἀχίλλειος (akhílleios) | Achille ; achillée, herbe d'Achille | Achille, Achillée |
| acier, aciér-                                                       | ἄκρος (ákros) | Élevé, extrême, sommet, extrémité | voir -acro- |
| acm- ; -acn-                                                        | ἀκμή, (akmế) | Pointe, tranchant, plus haut point, apogée, zénith | Acmé, Acméisme, Acmite ; Acné, Chloracné |
| -acn-                                                               | ἀκμή (akmế) | Pointe, tranchant, plus haut point, apogée, zénith | voir acm- |
| acolyt- ; -acoluth-                                                 | ἀκόλουθος (acólouthos) | Compagnon de route, suivant, serviteur, conforme | Acolyte ; anacoluthe |
| acou-                                                               | ἀκούω (akoúô) | Entendre | Acoumétrie, Acouphène, Acoustique |
| -acrid-                                                             | ἄκρις, -ίδος (akrís, -ídos) | Sauterelle | Acridien, Antiacridien |
| -acro-, acr- ; acier, aciér-                                        | ἄκρος(ákros ) | Élevé, extrême, sommet, extrémité | Acrobate, Arobystite, Acrocarpe, Acrocéphalie, Acrocyanose, Acrodonte, Acrodynie, Acromégalie, Acromion, Acromyrmex, Acronyme, Acropathie, Acropète, Acrophobie, Acropode, Acropole, Acroposthite, Acrosome, Acrospore, Acrostiche, Acrostichoïdes, Acrotériose, Hypacrosaurus ; Acier, Aciérie |
| -actin(o)-                                                          | ἀκτίς (aktís) | Rayon | Actiniaire, Actinide, Actinie, Actinium, Actinolite, Actinomorphe, Actinoptérygien, Actinotrichida, Protactinium |
| adamant-                                                            | δαμάζω (damázô) → ἀδάμας, -αντος (adámas, -antos) ; ἀδάμαστος (adámastos)                                                                        | Soumettre, domestiquer, vaincre → acier, diamant ; indompté, indomptable | voir -damant- |
| adelo-                                                              | ἄδηλος (ádêlos) | Invisible, caché | Adelotremus, Adelobotrys scandens |
| -adelph-                                                            | ἀδελφός (adelphós) | Frère | Adelphe1, Adelphe2, Déradelphe, Hétéradelphe, Monadelphe, Philadelphie ; voir aussi -delphe- |
| adén(o)-                                                            | ἀδήν (adến), ἀδένος (adénos) | Glande | Adénectomie, Adenocarpus, Adénine, Adénite, Adénocarcinome, Adénocarpe, Adénofibrome, Adénogramme, Adénohypophyse, Adénoïde, Adénoïdectomie, Adénologie, Adénomatose, Adénome, Adénomégalie, Adénopathie, Adénosine, Adenostyles, Adénotomie, Adénovirus |
| Adon-                                                               | Ἄδονις (Ἄdonis) | Adonis | Adonide, Adonidique, Adonis |
| aega-                                                               | αἴξ, -ἰγός (aíx, -gós) | Chèvre | voir æga- |
| æga-, ægi-, ægo- ; ég-1, égo-2 ; (aega-, aegi-, aego-)              | αἴξ, -ἰγός (aíx, -gós) | Chèvre | Ægagre, Ægilops, Ægipan, Ægosome ; Égide, Égophonie, Égosome ; Aegagropile |
| aegi-                                                               | αἴξ, -ἰγός (aíx, -gós) | Chèvre | voir æga- |
| ægi-                                                                | αἴξ, -ἰγός (aíx, -gós) | Chèvre | voir æga- |
| aego-                                                               | αἴξ, -ἰγός (aíx, -gós) | Chèvre | voir æga- |
| ægo-                                                                | αἴξ, -ἰγός (aíx, -gós) | Chèvre | voir æga- |
| aenigm-                                                             | αἴνιγμα (aínigma) | Parole obscure, énigme, allusion | voir énigm- |
| aeol-                                                               | Αἴολος (Aíolos) ; αἰόλος (aiólos) | Éole (dieu des vents) ; agité, mobile | voir éol- |
| æol-                                                                | Αἴολος (Aíolos) ; αἰόλος (aiólos) | Éole (dieu des vents) ; mobile, agité | voir éol- |
| æpy- ; épy-                                                         | αἰπύς (aipús) | Escarpé, inaccessible, très élevé, profond | Æpycérotiné, Æpyornis ; Épyornis |
| aér-                                                                | αἴρω(aírô) → ἀήρ, -έρος (aếr, -éros) ; ἀορτή (aortế) ; μετέωρος (metéôros)                                                                       | Soulever, suspendre, lever, élever, grandir, exalter → Air, atmosphère, vapeur ; aorte ; élevé dans les airs | voir aéro- |
| aéro-, aér- ; aort- ; artér-, -artèr- ; -aria ; aura ; -éor- ; -ér- | αἴρω (aírô) → ἀήρ, -έρος (aếr, -éros) ; ἀορτή (aortế) ; μετέωρος (metéôros)                                                                      | Soulever, suspendre, lever, élever, grandir, exalter → Air, atmosphère, vapeur ; aorte ; élevé dans les airs | Aérien, Aérobie, Aérodynamique, Aérophagie, Aérophore, Aéroport ; Aorte, Aortite ; Artère, Artériographie, Artériole, Artériosclérose, Artériotomie, Artérite, Trachée-artère ; Aria, Malaria ; Aura ; Météore ; Anéroïde |
| aet-1                                                               | αἴθω (aíthô) → αἰθήρ (aithếr) ; αἰθίοψ (aithíops)                                                                                                | Allumer, enflammer, être en feu, brûler → région supérieure de l’air, ciel ; au visage brûlé, éthiopien | voir -éther- |
| aét-2 ; -aète                                                       | ἀετός (aetós) | Aigle | Aétite, Aétobatidé, Circaète, Gypaète, Uraète |
| æt-                                                                 | αἴθω (aíthô) → αἰθήρ (aithếr) ; αἰθίοψ (aithíops)                                                                                                | Allumer, enflammer, être en feu, brûler → région supérieure de l’air, ciel ; au visage brûlé, éthiopien | voir -éther- |
| -aète                                                               | ἀετός (aetós) | Aigle | voir aét-2 |
| agall-                                                              | ἀγαλλίς (agallis) | Sorte d'iris | Agallis |
| agap-                                                               | ἀγάπη (agápê) → ἀγαπητός (agapêtós) | Affection, amour → aimé, chéri, désiré | Agapanthe, Agape1, Agape2, Agapète |
| agat-                                                               | ἀχάτης (akhátês) | Agate | Agate |
| agath-                                                              | ἀγαθός (agathós) | Bon, noble, brave, favorable, bienveiullant | Agatharchide, Agathe, Agathodémon, Agathon |
| -agè-                                                               | ἄγω (ágô) → ἀγωγός (agôgós) ; ἀγών (agốn) ; ἀγωνία (agônía)                                                                                      | Pousser, mener, conduire, entraîner → qui conduit ; assemblée, réunion ; lutte, combat | voir -ago- |
| agla-                                                               | ἀγλαός (aglaós) | Brillant, éclatant, splendide, fier | Aglae, Aglaonice |
| -ago- ; -ège1 ; -agè- ; -agog- ; -agon-                             | ἄγω,(ágô) → ἀγωγός (agôgós) ; ἀγών (agốn) ; ἀγωνία (agônía)                                                                                      | Pousser, mener, conduire, entraîner → qui conduit ; assemblée, réunion ; lutte, combat | Agochore, Agonie, Agonistique, Antagoniste, Deutéragoniste, Épagomène, Protagoniste ; Chorège, Épistratège, Géostratège, Nyctostratège, Stratège, Téléstratège, Thalamège ; Stratagème ; Antéisagoge, Démagogie, Pédagogie, Pédagogue, Synagogue ; Agonie, Agonistique, Antagoniste, Deutéragoniste, Épagomène, Protagoniste |
| -agog-                                                              | ἄγω (ágô) → ἀγωγός (agôgós) ; ἀγών (agốn) ; ἀγωνία (agônía)                                                                                      | Pousser, mener, conduire, entraîner → qui conduit ; assemblée, réunion ; lutte, combat | voir -ago- |
| -agon-                                                              | ἄγω (ágô) → ἀγωγός (agôgós) ; ἀγών (agốn) ; ἀγωνία (agônía)                                                                                      | Pousser, mener, conduire, entraîner → qui conduit ; assemblée, réunion ; lutte, combat | voir -ago- |
| -agora-, -agore ; -égori-, -égor- ; -égyrique                       | ἀγορά (agorá) ; ἀγορεύω (agoreúô) → ἀλληγορία(allêgoría) ; κατηγορία(catêgoría) ; παρηγορικός(parêgorikós)                                       | Place publique, marché, assemblée ; parler en public, discourir, annoncer → allégorie, métaphore ; accusation, blâme, attribut ; de nature à calmer, à consoler, à adoucir                                                                         | Agoranome, Agoraphile, Agoraphobe, Anaxagore, Athénagoras, Euagoras, Évagoré, Hermagoras, Léagore, Protagoras, Pylagore, Pythagore ; Allégorie, Catégorie, Autocatégorème, Parégorique ; Panégyrique |
| -agre1 ; -angre                                                     | ἄγρα (ágra) | Proie, chasse, butin | Chiragre, Méléagre, Pellagre, Podagre ; Palangre |
| -agre2 ; agri- ; agro-                                              | ἀγρός(agrós) ; ἄγριος(ágrios) | Champ ; campagnard, sauvage | Onagre1, Onagre2 ; Agripaume ; Agrobate, Agroécologie, Agroglyphe, Agrologie, Agronomie |
| agri-                                                               | ἀγρός (agrós) ; ἄγριος (ágrios) | Champ ; campagnard, sauvage | voir -agre2 |
| agro-                                                               | ἀγρός (agrós) ; ἄγριος (ágrios) | Champ ; campagnard, sauvage | voir -agre2 |
| -ail-                                                               | Αἴολος (Aíolos) ; αἰόλος (aiólos) | Éole (dieu des vents) ; mobile, agité | voir éol- |
| -ailur-, ailuro- ; éluro-                                           | αἴλουρος (aílouros) | Chat | Ailuridés, Ailurope, Ailurophile, Ailurophobie, Ailuropoda, Ailurus, Leptailurus ; Élurophobie |
| aimant                                                              | δαμάζω (damázô) → ἀδάμας, -αντος (adámas, -antos) ; ἀδάμαστος (adámastos)                                                                        | Soumettre, domestiquer, vaincre → acier, diamant ; indompté, indomptable | voir -damant- |
| alabastr- ; albâtr-                                                 | ἀλάβαστρος (alábastros) | Albâtre | Alabastrine, Alabastrite ; Albâtre |
| albâtr-                                                             | ἀλάβαστρος (alábastros) | Albâtre | voir alabastr- |
| alc-                                                                | ἀλέξω (aléxô) → ἀλεξητήριος (alexêtếrios) ; ἀλκή (alkê)                                                                                          | Écarter, repousser, protéger → qui aide à repousser ou à défendre, remède ; force agissante, force, vigueur, puissance, protection | voir aléxi-1 |
| alced-                                                              | ἀλκυών,-υόνος (alkuốn,-uónos) | Alcyon | voir alcy- |
| alci-                                                               | ἀλέξω (aléxô) → ἀλεξητήριος (alexêtếrios) ; ἀλκή (alkê)                                                                                          | Écarter, repousser, protéger → qui aide à repousser ou à défendre, remède ; force agissante, force, vigueur, puissance, protection | voir -aléxi-1 |
| alcy- ; alced- ; halcy-                                             | ἀλκυών,-υόνος (alkuốn,-uónos) | Alcyon | Alcyon, Alcyonê, Alcyonide, Alcyonien, Alcyonium ; Alcedo, Alcedinidé ; Halcyon |
| alector-, alectry-                                                  | ἀλέκτωρ (aléktôr) | Coq | Alector, Alectorie, Alectoromancie, Alectryomancie, Alectryon, Alectryonia |
| alectro-                                                            | ἄλεκτρος (álektros) | Sans union, sans union légitime | Alectrosaurus |
| alectry-                                                            | ἀλέκτωρ (aléktôr) | Coq6 | voir alector- |
| aleo-                                                               | ἀλέα (aléa) | Chaleur (du soleil), chaleur externe, chaleur animale | Aleochara |
| -alèph-                                                             | λίπος(lípos) ; λιπαρός (liparós) ; ἀλείφω(aleíphô) → ἄλειφαρ,-ατος (áleiphar,-atos) ; ἀλοιφή (aloiphế)                                           | Graisse animale, huile ; gras, onctueux, brillant, opulent ; graisser, oindre, enduire → huile, graisse ; graisse, huile, vernis, poix, onction | voir lip- |
| aléth-, -alèth-                                                     | λήθη (lếthê) ; ἀληθής (alêthếs) | Oubli ; vrai, véridique | voir léth- |
| -aleur-                                                             | ἄλευρον (áleuron) ; ἀλέω (aléô) | Farine de froment ; moudre | Aleuriospore, Aleurite, Aleurode, Aleurone, Dialeurode |
| -aléxi-1 ; alc-, alci-                                              | ἀλέξω (aléxô) → ἀλεξητήριος (alexêtếrios) ; ἀλκή (alkê)                                                                                          | Écarter, repousser, protéger → qui aide à repousser ou à défendre, remède ; force agissante, force, vigueur, puissance, protection | Alexandre1, Alexandre2, Alexipharmaceutique, Alexis, Alexitère, Phytoalexine ; Alcibiade, Alcidas, Alcidamas, Alciménès, Alcméon, Alcmène |
| -alexi-2                                                            | λέγω3(légô) → λέξις (léxis) ; λόγος (lógos) | Lire → action de parler, parole, mot, expression ; étude, discours, raison, parole, science, proportion, rapport | voir -logue |
| algé-                                                               | ἅλγος (álgos) | Douleur | voir -algi(e) |
| -algi(e) ; algé- ; algo-                                            | ἅλγος (álgos) | Douleur | Algie, Analgie, Antalgique, Arthralgie, Brachialgie, Cardialgie, Causalgie, Céphalalgie, Cervicalgie, Chéilalgie, Cinésialgie,Coelialgie, Cœlialgie, Coxalgie, Cruralgie, Cystalgie, Dacryadénalgie, Dentalgie, Dermatalgie, Didymalgie, Dorsalgie, Encéphalalgie, Encéphalgie, Entéralgie, Épigastralgie, Facialgie, Fessalgie, Fibromyalgie, Gastralgie, Glossalgie, Gonalgie, Hémialgie, Hépatalgie, Hypalgie, Hyperalgie, Hystéralgie, Laryngalgie, Lombalgie, Lomboradiculalgie, Médiévalgie, Mélalgie, Méralgie, Métralgie, Myalgie, Néphralgie, Névralgie, Nostalgie, Notalgie, Odontalgie, Ophtalmalgie, Ophthalmalgie, Orchialgie, Ostalgie, Ostéalgie, Otalgie, Ovaralgie, Pancréatalgie, Pédionalgie, Plexalgie, Podalgie, Précordialgie, Proctalgie, Prosopalgie, Psychalgie, Pubalgie, Pygalgie, Rachialgie, Radiculalgie, Rhinalgie, Rhumatalgie, Sacralgie, Scapulalgie, Sciatalgie, Solastalgie, Splénalgie, Sternalgie, Sphinctéralgie, Stomalgie, Synalgie, Talalgie, Tarsalgie, Ténalgie, Thélalgie, Urétéralgie, Uréthralgie, Urétralgie, Utéralgie, Xiphoïdalgie ; Analgésique, Hypoalgésie ; Algodystrophie, Algolagnie, Algophobie |
| algo-                                                               | ἅλγος (álgos) | Douleur | voir -algi(e) |
| ali-                                                                | λίπος (lípos) ; λιπαρός (liparós) ; ἀλείφω (aleíphô) → ἄλειφαρ,-ατος (áleiphar,-atos) ; ἀλοιφή (aloiphế)                                         | Graisse animale, huile ; gras, onctueux, brillant, opulent ; graisser, oindre, enduire → huile, graisse ; graisse, huile, vernis, poix, onction | voir lip- |
| alibor-                                                             | ἑλλέβορος (helléboros) | Ellébore | voir hellébor- |
| aliph-                                                              | λίπος(lípos) ; λιπαρός (liparós) ; ἀλείφω(aleíphô) → ἄλειφαρ,-ατος (áleiphar,-atos) ; ἀλοιφή (aloiphế)                                           | Graisse animale, huile ; gras, onctueux, brillant, opulent ; graisser, oindre, enduire → huile, graisse ; graisse, huile, vernis, poix, onction | voir lip- |
| all-1                                                               | ἆλλος (állos) | Autre | voir allo- |
| all-2                                                               | ἀλλᾶς,-ᾶντος (allãs,-ãntos) | Boyau, saucisse | Allantochorion, Allantoïne, Allantoplacenta ; Alloxane |
| -allactique                                                         | ἀλλάσσω (allássô) → ἄλλαξις (állaxis) | Échanger, changer → échange, changement, altération, troc | voir -allax- |
| -allag-                                                             | ἀλλάσσω (allássô) → ἄλλαξις (állaxis) | Échanger, changer → échange, changement, altération, troc | voir -allax- |
| allant-                                                             | ἀλλᾶς,-ᾶντος (allãs,-ãntos) | Boyau, saucisse | voir all-2 |
| -allax- ; -allactique ; -allag-                                     | ἀλλάσσω (allássô) → ἄλλαξις (állaxis) | Échanger, changer → échange, changement, altération, troc | Morphallaxie, Parallaxe, Trophallaxie ; Parallactique ; Énallage, Hypallage, Anallagmatique, Synallagmatique |
| -allèle ; -allélo-                                                  | ἀλλήλους,(allếlous) | Les uns les autres | Allèle, Diallèle, Parallèle ; Allélomorphe, Allélotrope, Parallélogramme |
| allo- ; all-1                                                       | ἄλλος(állos) | Autre | Allochorie, Allorhize, Allochtone, Allogamie, Allopathie ; Allégorie, Allergène, Allergie |
| alop-                                                               | ἀλώπηξ,-εκος (alốpêx,-ekos) | Renard | Alopécie, Alopias, Alopophobie |
| -alp-, -alpi-                                                       | Ἄλπις (Álpis) | Les Alpes | Alpage, Alpenstock, Alpes, Alpestre, Alpin, Alpinisme, Alpinum, Caesalpinia, Cisalpin, Transalpin |
| -alpha-                                                             | ἄλφα (álpha) | Lettre grecque alpha (α, A) | Alpha1, Alpha2, Alphabet, Alpha-globuline, Alphanumérique, Alpha-récepteur, Alpha-test, Alphathérapie, Analphabétisme |
| alyss-                                                              | λύσσα (lússa) | Rage | voir -lyss- |
| alyt-                                                               | λύω (lúô) | Délier, détacher, dissoudre | voir lyo- |
| ama-                                                                | ἀμανίτης (amanítês) | Sorte de champignon | voir -amanit- |
| -amanit- ; ama-                                                     | ἀμανίτης (amanítês) | Sorte de champignon | Amanite, Amanitopsis, Alpha-amanitine ; Amatoxine |
| amand-                                                              | ἀμυγδάλη (amygdálê) | Amande | voir amygdal- |
| amauros-                                                            | ἀμαυρός (amaurós) ; ἀμαύρωσις (amaúrôsis) | Qui ne brille pas, difficile à voir, obscur, aveugle ; obscurcissement, affaiblissement de la vue | Amaurose |
| -ambic-, -ambiqu-                                                   | ἄμβιξ (ámbix) | Vase conique muni d'un bec, appareil à distillation | Alambic, Alambiqué |
| ambléo-                                                             | ἀμβλύς (amblús) ; ἀμβλόω (amblóô) | Émoussé, faible, affaibli ; avorter, émousser | voir ambly- |
| ambly- ; ambléo-                                                    | ἀμβλύς (amblús) ; ἀμβλόω (amblóô) | Émoussé, faible, affaibli ; avorter, émousser | Amblygonite, Amblyope, Amblyornis, Amblypode, Amblypyge ; Ambléocarpe |
| amib-                                                               | ἀμείβω (ameíbô) → ἀμοιβή (amoibế) | Échanger, prendre en échange → ce qui se donne ou se fait en échange | Amibiase, Amibe, Amibien |
| -amid-1                                                             | Ἄμμων, -ωνος (Ámmôn, -ônos) ; ἀμμωνιακόν (ammoniakón)                                                                                            | Dieu Ammon ; sel de Libye (la contrée d'Ammon), sel ammoniaque | voir ammon- |
| amid-2                                                              | ἄμυλον (ámulon) | Amidon | voir amyl- |
| -amin-1                                                             | Ἄμμων, -ωνος (Ámmôn, -ônos) ; ἀμμωνιακόν (ammoniakón)                                                                                            | Dieu Ammon ; sel de Libye (la contrée d'Ammon), sel ammoniaque | voir ammon- |
| -amin-2                                                             | ἀμείνων(ameínôn) | Meilleur, plus brave, plus vertueux, plus précieux, mieux | Épaminondas |
| Amon                                                                | Ἄμμων, -ωνος (Ámmôn, -ônos) ; ἀμμωνιακόν (ammoniakón)                                                                                            | Dieu Ammon ; sel de Libye (la contrée d'Ammon), sel ammoniaque | voir ammon- |
| ammo-                                                               | ἄμμος(ámmos) | Sable, arène | Ammocète, Ammodyte, Ammophile ; voir aussi psamm(o)- |
| ammon-, Amon ; -amin- ; -amid-1                                     | Ἄμμων, -ωνος (Ámmôn, -ônos) ; ἀμμωνιακόν (ammoniakón)                                                                                            | Dieu Ammon ; sel de Libye (la contrée d'Ammon), sel ammoniaque | Ammon, Ammoniac, Ammonios, Ammoniotélie, Ammonite, Ammonium, Amon ; Amine, Aminé, Amphétamine, Prolamine, Protamine, Vitamine ; Amide, Sulfamide |
| amnio-                                                              | ἀμνίον (amníon) | Vase sacrificiel, membrane du fœtus | Amniocentèse, Amniographie, Amnios, Amnioscopie, Amniote, Amniotique |
| ampélo-                                                             | ἄμπελος (ámpelos) | Vigne | Ampélographie, Ampélologie, Ampélophage, Ampelopsis, Ampélothérapie |
| am(ph)-                                                             | ἀμφί (amphí) ; ἄμφω (ámphô) | Des deux côtés, autour ; tous deux | voir amphi- |
| amphi-, ampho- ; am(ph)-                                            | ἀμφί (amphí) ; ἄμφω (ámphô) | Des deux côtés, autour ; tous deux | Amphithéâtre, Amphibien, Amphibie, Amphibole, Amphibraque, Amphicarpie, Amphidromique, Amphigastre, Amphimixie, Amphineure, Amphioxus, Amphipode, Amphisbène, Amphitryon, Ampholyte, Amphotère, Amphotrope ; Amphore |
| amygdal- ; amand-                                                   | ἀμυγδάλη (amygdálê) | Amande | Amygdale, Amygdalectomie, Amygdalite ; Amande, Amandier |
| amyl- ; amid-2                                                      | ἄμυλον (ámulon) | Amidon | Amylacé, Amylase, Amyle, Amylène, Amylifère, Amylique, Amylobacter, Amyloblaste, Amylose ; Amidin, Amidine, Amidon |
| an-1                                                                | ἀν-, ἀ- (an-, a-) | (préfixe marquant l'idée d') absence ou privation | voir ci-dessus la racine -a-1 |
| an-2                                                                | ἀνά (aná) (adverbe) ; ἀνὰ (anà) (préposition) | (Idée de) retour ou reprise, vers le haut, vers l'amont ; en haut de, sur, pendant, par (sens distributif) | voir -ana- |
| -ana- ; an-2                                                        | ἀνά (aná) (adverbe) ; ἀνὰ (anà) (préposition) | (Idée de) retour ou reprise, vers le haut, vers l'amont ; en haut de, sur, pendant, par (sens distributif) | Anabolisant, Anabolisme, Anachorète, Anadiplose, Anaglyphe, Anagramme, Analepse, Analogie, Anamnèse, Anaphore, Anastrophe, Anatomie, Antanaclase, Épanadiplose, Épanalepse, Épanaphore, Épanode, Épanorthose ; Anévrisme, Anode |
| -anax- ; -nax                                                       | ἄναξ (ánax) | Maître, chef tout-puissant, roi, seigneur | Anaxagore, Anaxandre, Anaxandridès, Anaxidamos, Anaxilaos, Anaximandre, Anaximène, Anaximenes, Astyanax1, Astyanax2, Hégésianax, Saurophaganax ; Hermonax, Hipponax |
| anc-1, anco- ; ancylo- ; ankylo-                                    | ἀγκών(agkốn) ; ἄγκος (ágkos) ; ἄγκυρα (ágkura) ; ἀγκύλος (agkúlos)                                                                               | Courbure ; courbure, enfoncement, vallée ; ancre ; recourbé, tordu, de travers | Anconastes, Ancre ; Ancylostoma ; Ankylose, Ankylostome |
| -anc-2 ; -anche ; -anque                                            | ἄγχω (ágkhô) → ἀγχόνη (agkhόnê) ; ανάγκη (anágkhê)                                                                                               | Étouffer, étrangler → étranglement ; nécessité, contrainte | Cynancie ; Catananche, Hexanche, Orobanche ; Cynanque |
| -anche                                                              | ἄγχω (ágkhô) → ἀγχόνη(agkhόnê) ; ανάγκη (anágkhê)                                                                                                | Étouffer, étrangler → étranglement ; nécessité, contrainte | voir -anc-2 |
| ancylo-                                                             | ἀγκών (agkốn) ; ἄγκυρα (ágkura) ; ἀγκύλος (agkúlos)                                                                                              | Courbure ; ancre ; recourbé, tordu, de travers | voir anc-1 |
| -andr(o)-                                                           | ἁνήρ, -δρός (anếr, -drós) | Homme, mâle | Andragogie, Androcée, Androdioïque, Androgyne, Androgynophore, Andromaque, Andronicus, Andropause, Androstérone, Alexandre, Alexandrie, Alexandrin, Gynandromorphisme, Lysandre, Misandrie, Polyandrie |
| anémo-                                                              | ἄνεμος (ánemos) | Vent | Anémochorie, Anémogame, Anémomètre, Anémone, Anémophile |
| anévri-                                                             | ἀνευρύνω (aneurúnô) | Élargir, dilater | Anévrisme |
| -ange1                                                              | ἄγγελος (ággelos) | Messager, envoyé, nouvelle | voir angél- |
| -ange2                                                              | ἀγγεῖον (aggeĩon) | Vase, vaisseau, artère, veine, capsule | voir -angio- |
| angé-                                                               | ἀγγεῖον (aggeĩon) | Vase, vaisseau, artère, veine, capsule | voir -angio- |
| angél-, -ange1 ; -angile                                            | ἄγγελος (ággelos) | Messager, envoyé, nouvelle | Angèle, Angelico, Angélique, Angelo, Angélologie, Angélus, Michel-Ange, Michelangelo ; Ange, Archange ; Évangile |
| -angi-                                                              | ἀγγεῖον (aggeĩon) | Vase, vaisseau, artère, veine, capsule | voir -angio- |
| -angile                                                             | ἄγγελος (ággelos) | Messager, envoyé, nouvelle | voir angél- |
| -angio-, -angi- ; -ange2 ; angé-                                    | ἀγγεῖον (aggeĩon) | Vase, vaisseau, artère, veine, capsule | Angiectasie, Angiocholite, Angiographie, Angiome, Angioplastie, Angiosarcome, Angiosperme, Lymphangite, Télangiectasie ; Sporange ; Angéite |
| -angre                                                              | ἄγρα (ágra) | Proie, chasse, butin | voir -agre1 |
| -anias                                                              | ἀνία (anía) | Chagrin, ennui, affliction | Lysanias, Pausanias |
| Anicet                                                              | ἀνίκητος (aníkêtos) | Invincible | Anicet |
| anis-, aniso-                                                       | ἄνισος (ánisos) | Inégal | Anisakis, Anisogamie, Anisotropie, Anisodactyle, Anisoptère |
| ankylo-                                                             | ἀγκών (agkốn) ; ἄγκυρα (ágkura) | Courbure ; ancre ; recourbé, tordu, de travers | voir anc-1 |
| -anque                                                              | ἄγχω (ágkhô) → ἀγχόνη(agkhόnê) ; ανάγκη (anágkhê)                                                                                                | Étouffer, étrangler → étranglement ; nécessité, contrainte | voir -anc-2 |
| ant-                                                                | ἀντί (antí) (préposition) | Contre, à l'opposé de | voir anti- |
| -ante                                                               | ἄνθος (ánthos) | Fleur | voir -anth(o)- |
| -anth(o)- ; -ante                                                   | ἄνθος (ánthos) | Fleur | Anthémis, Anthémius, Anthère, Anthéridie, Anthérozoïde, Anthèse, Anthestérion, Anthocarpe, Anthocyane, Anthographie, Anthologie, Anthonome, Anthozoaire, Anthurium, Anthyllis, Acanthe, Agapanthe, Chrysanthème, Énanthème, Exanthème, Hélianthe, Ményanthe, Miscanthus, Œnanthe, Périanthe, Philanthe, Polyantha, Rhinanthe, Xéranthème ; Strophante |
| anthrac- ; anthraqu- ; anthrax                                      | ἄνθραξ (ánthrax) | Charbon | Anthracène, Anthracite, Anthracologie, Anthracosilicose, Anthracnose, Anthracycline, Anthranilique, Anthranol ; Anthraquinone ; Anthrax |
| anthraqu-                                                           | ἄνθραξ (ánthrax) | Charbon | voir anthrac- |
| anthrax                                                             | ἄνθραξ (ánthrax) | Charbon | voir anthrac- |
| -anthrop(o)-                                                        | ἄνθρωπος (ánthrôpos) | Homme, être humain | Anthropochorie, Anthropophyte, Anthropologie, Anthropomorphisme, Anthropophagie, Anthropopithèque, Arctanthropie, Atlanthrope, Galéanthropie, Gynanthrope, Hippanthrope, Lycanthrope, Misanthropie, Paranthrope, Philanthropie, Pithécanthrope, Sinanthrope, Synanthropie, Téranthrope, Théophilanthropie, Thérianthropie, Zinjanthrope, Zoanthropie |
| anti- ; ant-                                                        | ἀντί (antí) (préposition) | Contre, à l'opposé de | Antibiotique, Antichrèse, Antichthone, Anticyclone, Antidote, Antiémétique, Antigène, Antilithique, Antilogie, Antimitotique, Antimycosique, Antinomique, Antioxydant, Antiparastase, Antipathique, Antipéristase, Antiphase, Antiphon, Antiphonaire, Antiphrase, Antiphysis, Antipode, Antipodaire, Antipode, Antipyrétique, Antisémitisme, Antisepsie, Antisymétrie, Antithèse, Antitoxine ; Antalgique, Antagonisme, Antanaclase, Antapex, Antapodose, Antarctique, Antarès, Antépiphore, Anthélie, Anthélix, Anthelmintique, Antonomase, Antonyme |
| antr-                                                               | ἄντρον (ántron) | Antre, grotte | Antre, Antrectomie, Antrotomie |
| aort-                                                               | αἴρω(aírô) → ἀήρ, -έρος (aếr, -éros) ; ἀορτή (aortế) ; μετέωρος (metéôros)                                                                       | Soulever, suspendre, lever, élever, grandir, exalter → Air, atmosphère, vapeur ; aorte ; élevé dans les airs | voir aér(o)- |
| ap-                                                                 | ἀπό (apó) (préposition) | Provenant de, loin de, en séparant de, idée de cessation, d'achèvement, de séparation, d'éloignement, de changement, de retour, de privation | voir apo- |
| aph-                                                                | ἀπό(apó) (préposition) | Provenant de, loin de, en séparant de, idée de cessation, d'achèvement, de séparation, d'éloignement, de changement, de retour, de privation | voir apo- |
| -aphrodi-                                                           | Ἀφροδίτη (Aphrodítê) | Aphrodite (déesse de l'amour) | Aphrodisiaque, Anaphrodisie, Hermaphrodite |
| apht-                                                               | ἄφθα (áphtha) | Aphthe | Aphthe |
| apion-                                                              | ἄπιον (ápion) | Poirier | Apion, Apionidés |
| apl-                                                                | ἁπλόος(haplόos) | Simple | voir haplo- |
| apo- ; aph- ; ap-                                                   | ἀπό(apó) (préposition) | Provenant de, loin de, en séparant de, idée de cessation, d'achèvement, de séparation, d'éloignement, de changement, de retour, de privation | Apoastre, Apocalypse, Apocope, Apocryphe, Apodose, Apocynacée, Apogée, Apologie, Apologue, Apomixie, Apomorphie, Aponévrose, Apophtegme, Apophyse, Apoplexie, Apoptose, Aposiopèse, Apostolat, Apostolique, Apostrophe, Apothécie, Apothéose, Apôtre, Apotropaïque, Apozymase ; Aphélie, Aphérèse, Aphorisme ; Apagogie |
| apoll-                                                              | Ἀπόλλων (Apόllon) | Apollon (dieu de la musique, des arts et de la poésie, primitivement divinité solaire) | Apollinaire1, Apollinaire2, Apollinaire3, Apollodore, Apollo1, Apollo2, Apollon1, Apollon2, Apollonios, Apollonius |
| -apse                                                               | ἅπτω (háptô) → ἁψίς (hapsís) | Nouer, attacher, accrocher, toucher, atteindre → nœud, liaison, arc, voûte du ciel, courbure, jante, roue | voir -hapt(o)- |
| apside, -apside                                                     | ἅπτω (háptô) → ἁψίς (hapsís) | Nouer, attacher, accrocher, toucher, atteindre → nœud, liaison, arc, voûte du ciel, courbure, jante, roue | voir -hapt(o)- |
| -aptique                                                            | ἅπτω (háptô) → ἁψίς (hapsís) | Nouer, attacher, accrocher, toucher, atteindre → nœud, liaison, arc, voûte du ciel, courbure, jante, roue | voir -hapt(o)- |
| arachn- ; aragn- ; -araign- ; aran- ; érign-                        | ἀράχνη(arákhnê) | Araignée | Arachné, Arachnéen, Arachnides, Arachnoïde, Arachnophobie ; Aragne ; Araignée, Musaraigne ; Aranéen, Aranéeux, Aranéide, Aranéiforme, Aranéologue ; Érigne |
| aragn-                                                              | ἀράχνη(arákhnê) | Araignée | voir arachn- |
| -araign-                                                            | ἀράχνη(arákhnê) | Araignée | voir arachn- |
| aran-                                                               | ἀράχνη(arákhnê) | Araignée | voir arachn- |
| -arcat                                                              | ἀρχή (arkhế) ; ἀρχός (arkhós) | Commencement, commandement ; Chef, fondement, rectum | voir -archie |
| -arch-1                                                             | ἀρχή (arkhế) ; ἀρχός (arkhós) | Commencement, commandement ; Chef, fondement, rectum | voir -archie |
| arch-2                                                              | ἀρχαῖος(arkhaĩos) | Ancien, primitif, antique, vénérable | voir -archéo- |
| arch-3                                                              | ἀρχι- (arkh(i)-), ἀρχε-(arkhe-) | Préfixe (idée de prééminence, de supériorité, de grandeur, de multitude ou d'excès) | voir archi- |
| arché-                                                              | ἀρχή (arkhế) ; ἀρχός (arkhós) | Commencement, commandement ; Chef, fondement, rectum | voir -archie |
| -archéo-, arch-2                                                    | ἀρχαῖος(arkhaĩos) | Ancien, primitif, antique, vénérable | Archaïsme, Archéobactérie, Archéobiologie, Archéobotanique, Archéologie, Archéométrie, Archéophyte, Archéoptéryx, Archive, Bioarchéologie, Géoarchéologie, Paléoarchéologie, Zooarchéologie |
| archi-, arch-3                                                      | ἀρχι- (arkh(i)-), ἀρχε-(arkhe-) | Préfixe (idée de prééminence, de supériorité, de grandeur, de multitude ou d'excès) | Archange, Archégone, Archevêque, Archidiacre, Archiduc, Archimède, Archipel, Archiplein, Architecte, Architrave |
| -archie ; -arch-1, arché-, -archisme ; -arque ; -arcat              | ἀρχή(arkhế) ; ἀρχός(arkhós) | Commencement, commandement ; Chef, fondement, rectum | Anarchie, Gymnasiarchie, Gynarchie, Hiérarchie, Hipparchie, Monarchie, Oligarchie, Synarchie, Polyarchie ; Archélaos1, Archélaos2, Archéloque, Archestratos, Archéptolème, Archétype, Archidamos II, Archytas, Anarchie, Anarchisme, Agatharchide, Cnemarchus, Exilarchat, Gymnarchus, Ménarche, Patriarche ; Aristarque, Asiarque, Aularque, Biarque, Comarque, Dinarque, Dyarque, Énarque, Éparque, Exarque, Gymnarque, Gymnasiarque, Hiérarque, Hipparque, Monarque, Nomarque, Oligarque, Tétrarque, Toparque, Xénarque ; Matriarcat, Patriarcat |
| -archisme                                                           | ἀρχή (arkhế) ; ἀρχός (arkhós) | Commencement, commandement ; Chef, fondement, rectum | voir -archie |
| -arct-                                                              | ἄρκτος (árktos) | Ours | Arctique, Arctocephalus, Arctophilie, Arcturus, Antarctique |
| aréo-1                                                              | ἀραιόω (araióô) | Rendre moins dense, raréfier | Aréomètre, Aréostyle, Aréotique |
| aréo-2 ; Arès, -arès                                                | Ἄρης (Árès) | Arès (Dieu), Mars (planète) | Aréographie, Aréologie, Aréopage, Aréotectonique ; Arès, Antarès |
| Arès, -arès                                                         | Ἄρης (Árès) | Arès (Dieu), Mars (planète) | voir aréo-2 |
| -argie                                                              | ἀργός1 (argós) | Oisif, inactif | voir -erg(o)- |
| argil-                                                              | ἄργιλος (árgilos) | Terre glaise, argile | Argile |
| -argo-1, argu- ; -argyr- ; -argue                                   | ἀργός2 (argós) ; ἄργυρος (árguros) | Blanc, brillant, vif, rapide (comme la lumière) ; argent | nef Argô, Argonautes, Argus1, Argus2, Argus3, Argus4, Argus5, Pelargonium ; Argyraspide, Argyronète, Hydrargyre, Pyrargyrite ; Pygargue |
| argo-2                                                              | ἔργον (érgon) | Travail, force | voir -erg(o)- |
| argu-                                                               | ἀργός2 (argós) ; ἄργυρος (árguros) | Blanc, brillant, vif, rapide (comme la lumière) ; argent | voir -argo-1 |
| -argue                                                              | ἀργός2 (argós) ; ἄργυρος (árguros) | Blanc, brillant, vif, rapide (comme la lumière) ; argent | voir -argo-1 |
| -argyr-                                                             | ἀργός2 (argós) ; ἄργυρος (árguros) | Blanc, brillant, vif, rapide (comme la lumière) ; argent | voir -argo-1 |
| -aria                                                               | αἴρω(aírô) → ̇ἀήρ, -έρος (aếr, -éros) ; ἀορτή (aortế) ; μετέωρος (metéôros)                                                                       | Soulever, suspendre, lever, élever, grandir, exalter → Air, atmosphère, vapeur ; aorte ; élevé dans les airs | voir aér(o)- |
| arist-, aristo-                                                     | ἄριστος (áristos) | Meilleur, excellent | Aristée, Aristarque, Aristippe, Aristoclès, Aristocrate, Aristodème, Aristoloche, Ariston de Chios, Aristophane, Aristote, Aristotélisme |
| -arithm-                                                            | ἀριθμός(arithmós) | Ajustement, agencement, nombre | Arithmétique, Arithmologie, Arithmomancie, Arithmomanie, Logarithme |
| arom- ; arôm- ; aryl-                                               | ἄρωμα, -ώματος (árôma, -ômatos) | Arôme, aromate | Aromate, Aromathèque, Aromathérapie, Aromatique ; Arôme ; Aryle |
| -arque                                                              | ἀρχή (arkhế) ; ἀρχός (arkhós) | Commencement, commandement ; Chef, fondement, rectum | voir -archie |
| arrheno-, arrhéno-                                                  | ἄρρην (árrên) ou ἅρσην (ársên) ; ἀρρενικός (arrenikóc)                                                                                           | Mâle, viril, énergique ; masculin, mâle | voir arsèn- |
| arsen-, arsén- ; arsin-                                             | ἀρσενικόν (arsenikón) | Orpiment, arsenic | Arséniate, Arsenic, Arsenical, Arsénieux, Arsénique, Arsénite, Arséniure ; Arsine |
| arsén-                                                              | ἀρσενικόν (arsenikón) | Orpiment, arsenic | voir arsen- |
| arsèn- ; arrhéno-, arrheno-                                         | ἄρρην (árrên) ou ἅρσην (ársên) ; ἀρρενικός (arrenikóc)                                                                                           | Mâle, viril, énergique ; masculin, mâle | Arsène ; Arrhenatherum, Arrhénogène, Arrhénotoque |
| arsin-                                                              | ἀρσενικόν (arsenikón) | Orpiment, arsenic | voir arsen- |
| artem-, artém-1                                                     | ἀρτεμία (artemía) | Intégrité, bonne santé | Artemia, Artémie |
| artém-2                                                             | Ἄρτεμις(Ártemis) | Artémis (fille de Zeus et de Lètô, sœur d’Apollon) | Artémidore, Artémis |
| artér-, -artèr-                                                     | αἴρω(aírô) → ̇ἀήρ, -έρος (aếr, -éros) ; ἀορτή (aortế) ; μετέωρος (metéôros)                                                                       | Soulever, suspendre, lever, élever, grandir, exalter → Air, atmosphère, vapeur ; aorte ; élevé dans les airs | voir aér(o)- |
| -arthr(o)-                                                          | ἄρθρον(árthron) | Articulation | Arthrite, Arthrodie, Arthropode, Arthroscopie, Arthrose, Enarthrose, Monoarthrite, Oligoarthrite, Polyarthrite, Rhizarthrose, Spondylarthropathie, Xénarthre |
| artio-                                                              | ἅρτιος(ártios) | (Bien) ajusté, (bien) proportionné, équilibré, pair | Artiodactyle, Artiozoaire |
| arto-                                                               | ἄρτος (ártos) | Pain de froment, pain levé | Artocarpe, Artoclase, Artolâtre, Artolithe, Artologie, Artomeli, Artophage, Artos, Artotyrite |
| aryl-                                                               | ἄρωμα, -ώματος (árôma, -ômatos) | Arôme, aromate | voir arom- |
| arytén-                                                             | ἀρύταινα (arútaina) | Aiguière | Aryténoïde |
| asbest-                                                             | σβέννυμι (sbénnumi) → ἄσβεστος (ásbestos) | Éteindre → Inextinguible, chaux vive | Asbeste, Asbestose |
| asc- ; asqu-                                                        | ἀσκός (askós) | Peau retournée, outre | Ascidie, Ascite, Ascitique, Ascomycète, Ascospore ; Asque |
| ascarid- ; ascaris                                                  | ἀσκαρίς, -ίδος (askarís, -ídos) | Petit ver intestinal, larve de cousin | Ascaride, Ascaridiose, Ascaridol ; Ascaris |
| ascaris                                                             | ἀσκαρίς, -ίδος (askarís, -ídos) | Petit ver intestinal, larve de cousin | voir ascarid- |
| ascès-                                                              | ἀσκέω (askéô) → ἀσκητής (askêtếs) | S'exercer, s'entraîner, pratiquer → pratiquant, professionnel, athlète | voir ascét- |
| ascét-, ascèt- ; ascès-                                             | ἀσκέω (askéô) → ἀσκητής (askêtếs) | S'exercer, s'entraîner, pratiquer → pratiquant, professionnel, athlète | Ascète, Ascétisme ; Ascèse |
| asclépi- ; esculap-                                                 | Ἀσκληπιός (Asclêpiós) ; ἀσκληπιάς (asclêpías) | Asclépios, Esculape ; Plante d'Asclépios, dompte-venin | Asclépiade1, Asclépiade2, Asclépiade3, Asclépiade4, Asclépiadoïdées, Asclépios ; Esculape |
| -ase                                                                | ἵστημι(hístêmi) → στάσις(stásis) ; ἄστατος(ástatos) ; διάστασις(diástasis) → suffixe -ασις (-asis) ; ἐπίσταμαι (épístamai) → ἐπιστήμη (épistếmê) | Placer debout, dresser, ériger, se tenir debout, être fixe → base, arrêt ; instable, incertain ; séparation → (suffixe servant à caractériser les) enzyme(s) ; être fixé sur, être calé, être versé dans, savoir → science, habileté, connaissance | voir -stas- |
| asemo-                                                              | ἄσημος (ásimos) | Discret, indistinct, obscur, inconnu | Asemospiza |
| asphalt-                                                            | ἄσφαλτος (ásphaltos) | Bitume, goudron | Asphalte, Asphaltène |
| asphodèl-                                                           | ἀσφόδελος (asphódelos) | Asphodèle | Asphodèle |
| aspic                                                               | ἀσπίς, -ίδος (aspís, -ídos) | Bouclier ; aspic | voir -aspid- |
| -aspid- ; aspic                                                     | ἀσπίς, -ίδος (aspís, -ídos) | Bouclier ; aspic | Argyraspide ; Aspic |
| asqu-                                                               | ἀσκός (askós) | Peau retournée, outre | voir asc- |
| ast-, asty-                                                         | ἄστυ (ástu) ; ἀστεῖος (asteῖos) | Ville ; élégant, agréable, fin, intelligent, spirituel, poli, joli, gracieux, de qualité | Astéisme, Astyage, Astyanax, Astydamas, Astylos, Astynome, Astyoché, Astypalée |
| astér-, aster ; -astre ; astro-                                     | ἀστήρ (astếr) ou ἄστρον (ástron) | Étoile | Aster, Astéracée, Astérisque, Astéroïde ; Astre, Apoastre, Désastre, Périastre ; Astrolabe, Astrologie, Astronaute, Astronomie |
| -asthm-                                                             | ἄσθμα (ásthma) | Essoufflement, asthme | Asthme, Antiasthmatique |
| -astragal-                                                          | ἀστράγαλος (astrágalos) | Vertèbre, osselet du talon, astragale (plante) | Astragale1, Astragale2, Astragale3 |
| -astre                                                              | ἀστήρ (astếr) ou ἄστρον (ástron) | Étoile | voir astér- |
| astro-                                                              | ἀστήρ (astếr) ou ἄστρον (ástron) | Étoile | voir astér- |
| asty-                                                               | ἄστυ (ástu) ; ἀστεῖος (asteῖos) | Ville ; élégant, agréable, fin, intelligent, spirituel, poli, joli, gracieux, de qualité | voir ast- |
| -ate                                                                | suffixe générique masculin provenant du suffixe grec -άτης (átês), présent par exemple dans le gentilé σπαρτιάτης (spartiátês)                   | Suffixe français masculin utilisé pour désigner le sel d'un acide fortement oxydé (dont le nom se termine par le suffixe "-ique") | Acétate, Actinate, Alginate, Azotate, Benzoate, Butanoate, Butyrate, Chélate, Chlorate, Chlorhydrate, Cyanate, Dichromate , Dysprosate, Éthanoate, Formiate, Fulminate, Lanthanate, Méthanoate, Molybdate, Nitrate, Oxalate, Perarséniate, Perborate, Percarbonate, Perchlorate, Permanganate, Perrhénate, Perphosphate, Persulfate, Phénolate, Phosphoglycérate, Picrate, Propanoate, Rhodate, Salicylate, Thyosulfate ou autres |
| athén-, athèn-                                                      | Ἀθηνᾶ (athèna) | Athèna (déesse) | Athénagoras, Athénée1, Athénée2, Athènes, Athénodore |
| athér-                                                              | ἀθήρ (athếr) → ἀθήρωμα (athếrôma) ; ἀθήρα (athếra)                                                                                               | Barbe d'épi → Loupe de matière graisseuse ; bouillie de farine ou de gruau | Athérine, Athérogène, Athérome, Athérosclérose, Athérure |
| atl-, -atlant- ; talent-                                            | τλάω (tláô) → Ἄτλας, -ντος (Átlas, -ntos) ; τάλας(tálas) ; τάλαντον (tálanton)                                                                   | Supporter → Atlas (Titan) ; qui supporte ; plateau de balance, poids d'argent, talent (monnaie grecque) | Atlante, Atlantide, Atlantique, Atlas, Transatlantique ; Talent1, Talent2 |
| -atlant-                                                            | τλάω (tláô) → Ἄτλας, -ντος (Átlas, -ntos) ; τάλας(tálas) ; τάλαντον                                                                              | Supporter → Atlas (Titan) ; qui supporte ; plateau de balance, poids d'argent, talent (monnaie grecque) | voir atl- |
| atm-                                                                | ἀτμός(atmós) | Vapeur humide | Atmidomètre, Atmolyse, Atmosphère |
| augm-                                                               | αὐξώ (auxố) | Augmenter, accroître, grandir | voir aux(o)- |
| aura                                                                | αἴρω (aírô) → ἀήρ, -έρος (aếr, -éros) ; ἀορτή (aortế) ; μετέωρος (metéôros)                                                                      | Soulever, suspendre, lever, élever, grandir, exalter → Air, atmosphère, vapeur ; aorte ; élevé dans les airs | voir aér(o)- |
| aut-, auto-                                                         | αὑτός (autós) | Soi-même | Autarcie, Authentique, Autisme, Autocatégorème, Autochorie, Autochtone, Autogame, Autolycos, Automate, Automédication, Automobile, Autonomie, Autopsie, Autostéréogramme, Autotrophe |
| aux(o)- ; augm-                                                     | αὐξώ(auxố) | Augmenter, accroître, grandir | Auxèse1, Auxèse2, Auxine, Auxiliaire, Auxochrome, Auxologie, Auxospore, Auxotrophie ; Augment, Augmentation |
| -ax                                                                 | ἄκος (ákos) | Remède | voir -acée |
| axi-                                                                | ἄξων(áxôn) | Essieu, axe, chemin, route, pivot | voir axo- |
| -axie                                                               | ἄξιος,(axiós) | Qui entraîne par son poids, qui pèse lourd, qui a de la valeur, du mérite, qui est digne de | voir axio- |
| axio- ; -axie                                                       | ἄξιος,(axiós) | Qui entraîne par son poids, qui pèse lourd, qui a de la valeur, du mérite, qui est digne de | Axiocratie, Axiothée, Axiologie, Axiome ; Chronaxie |
| axo-, axi-                                                          | ἄξων(áxôn) | Essieu, axe, chemin, route, pivot | Axile, Axillaire, Axoaxonique, Axodendritique, Axone, Axonométrie, Axosomatique |